# Super Bowl XXIX
Super Bowl XXIX je bio završna utakmica 75. po redu sezone nacionalne lige američkog nogometa. U njoj su se sastali pobjednici NFC konferencije San Francisco 49ersi i pobjednici AFC konferencije San Diego Chargersi. Pobijedili su 49ersi rezultatom 49:26, te tako osvojili svoj peti naslov prvaka.
Utakmica je odigrana na Joe Robbie Stadiumu u Miamiju u Floridi, kojem je to bilo sedmo domaćinstvo Super Bowla, prvo nakon Super Bowla XXIII 1989. godine.

## Tijek utakmice
| Četvrtina | Vrijeme | Momčad | Informacija o promjeni rezultata                                                                           | Rezultat | Rezultat |
| Četvrtina | Vrijeme | Momčad | Informacija o promjeni rezultata                                                                           | 49ers    | Chargers |
| --------- | ------- | ------ | --- | -------- | -------- |
| 1         | 13:36   | SF     | touchdown dodavanjem (Young-Rice), uspješan pokušaj za dodatni poen (Brien)                                | 7        | 0        |
| 1         | 10:05   | SF     | touchdown dodavanjem (Young-Watters), uspješan pokušaj za dodatni poen (Brien)                             | 14       | 0        |
| 1         | 2:44    | SD     | touchdown probijanjem (Means), uspješan pokušaj za dodatni poen (Carney)                                   | 14       | 7        |
| 2         | 13:02   | SF     | touchdown dodavanjem (Young-Floyd), uspješan pokušaj za dodatni poen (Brien)                               | 21       | 7        |
| 2         | 4:44    | SF     | touchdown dodavanjem (Young-Watters), uspješan pokušaj za dodatni poen (Brien)                             | 28       | 7        |
| 2         | 1:44    | SD     | field goal (Carney)                                                                                        | 28       | 10       |
| 3         | 9:35    | SF     | touchdown probijanjem (Watters), uspješan pokušaj za dodatni poen (Carney)                                 | 35       | 10       |
| 3         | 3:18    | SF     | touchdown dodavanjem (Young-Rice), uspješan pokušaj za dodatni poen (Brien)                                | 42       | 10       |
| 3         | 3:01    | SD     | touchdown nakon vraćanja početnog udarca (Coleman), uspješan pokušaj za dva dodatna poena (Humphries-Seay) | 42       | 18       |
| 4         | 13:49   | SF     | touchdown dodavanjem (Young-Rice), uspješan pokušaj za dodatni poen (Brien)                                | 49       | 18       |
| 4         | 2:25    | SD     | touchdown dodavanjem (Humphries-Martin), uspješan pokušaj za dva dodatna poena (Humphries-Pupunu)          | 49       | 26       |

## Statistika utakmice

### Statistika po momčadima
| Statistika                                                      | San Francisco 49ers | San Diego Chargers |
| --------------------------------------------------------------- | ------------------- | ------------------ |
| Prvih pokušaja                                                  | 28                  | 20                 |
| Ukupno osvojenih jardi                                          | 455                 | 354                |
| Broj napada probijanjem                                         | 32                  | 19                 |
| Ukupno jardi osvojenih probijanjem                              | 139                 | 67                 |
| Broj napada s kompletiranim dodavanjem/ukupno napada dodavanjem | 25/38               | 27/55              |
| Ukupno jardi osvojenih dodavanjem                               | 316                 | 287                |
| Izgubljenih lopti                                               | 0                   | 3                  |
| Prekršaji (izgubljenih jardi)                                   | 3 (18)              | 6 (63)             |
| Vrijeme posjeda lopte (min:s)                                   | 31:31               | 28:29              |

### Statistika po igračima
| Quarterback         | Dodavanja* | Yds** | TD*** | Int**** |
| ------------------- | ---------- | ----- | ----- | ------- |
| Steve Young (SF)    | 24/36      | 325   | 6     | 0       |
| Stan Humphries (SD) | 24/49      | 275   | 1     | 2       |

Napomena: * - broj kompletiranih dodavanja/ukupno dodavanja, ** - ukupno jardi dodavanja, *** - broj touchdownova (polaganja), **** - broj izgubljenih lopti